# Honanotherium
Honanotherium schlosseri es una especie extinta de mamíferos placentarios del orden de los artiodáctilos, familia Giraffidae y, por lo tanto, muy parecido a las actuales jirafas. Se han encontrado restos fósiles del Mioceno en la provincia de Hunan, China. Pese a su parecido con las jirafas modernas, los Honanotherium eran mucho menos altos.

## Etimología

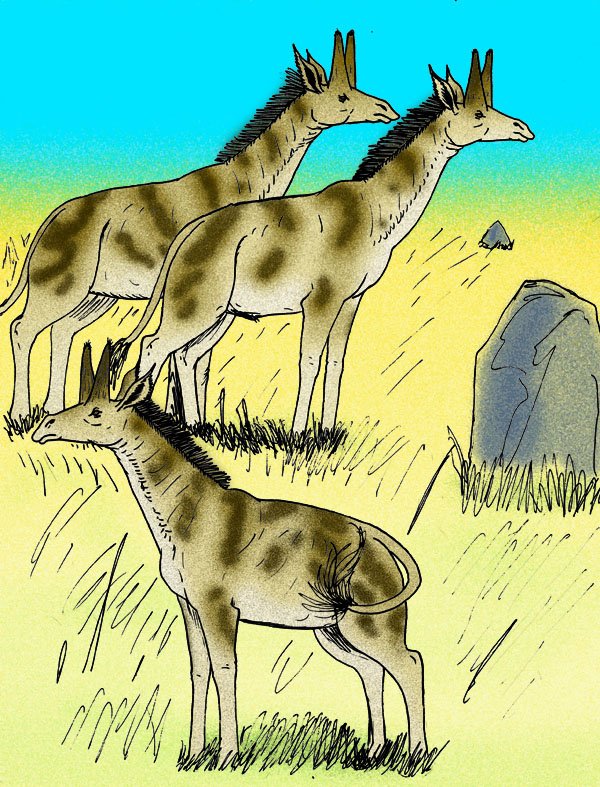

La primera parte del nombre genérico (honano), hace referencia a la provincia china donde fueron hallados los restos, Hunan (湖南). La segunda parte del nombre (therium) proviene del griego (θηρίον) que significa bestia. El nombre de la especie "schlosseri", refiere el nombre del paleontólogo alemán M. Schlosser, que descubrió los primeros restos.
- Datos: Q3494603
- Multimedia: Honanotherium / Q3494603